# Cola laurifolia
Cola laurifolia är en malvaväxtart som beskrevs av Maxwell Tylden Masters. Cola laurifolia ingår i släktet Cola och familjen malvaväxter. Inga underarter finns listade i Catalogue of Life.

## Bildgalleri

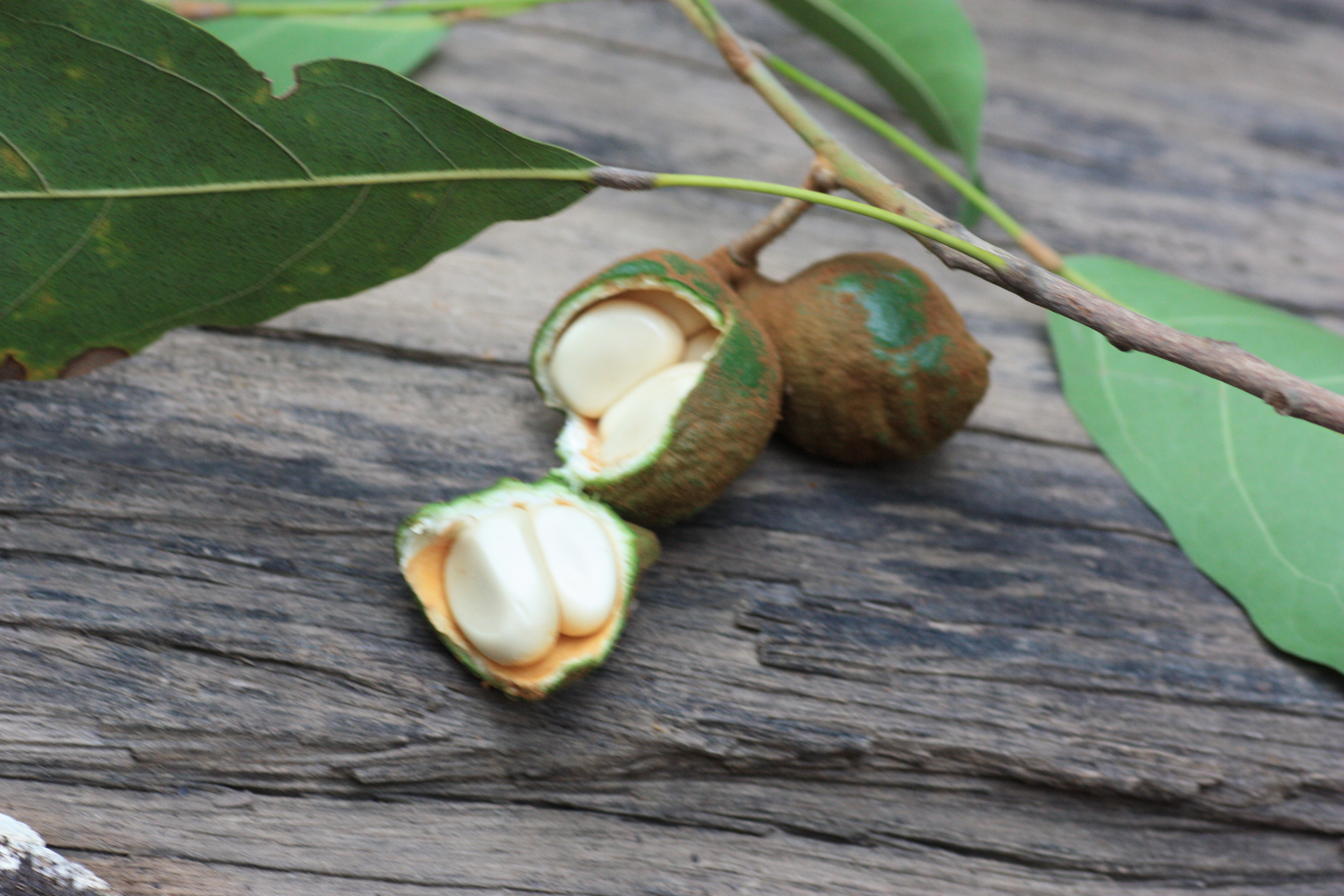